# Yousry Nasrallah
Yousry Nasrallah (Egito, 26 de julho de 1952) é um cineasta egípcio.